# 大野紘幸
大野 紘幸（おおの ひろゆき、1999年3月28日 - ）は、日本の俳優である。愛称は、ひろ、ひろくん。株式会社SUI所属。

## 人物
- スリーサイズはBWH83/69.5/84。
- 足のサイズは25.5 cm。
- 趣味は、ボーリング、ダーツ。
- 特技は、殺陣。
- 学生時代は野球部に所属していた。
- 好きな球団は千葉ロッテマリーンズ。

## 出演

### 舞台
2018年
- 『アンプラネット ―Back to the Past！―』（1月5日 - 1月14日、品川プリンスホテル クラブeX）- 青羽朔 役
- ミュージカル『青春-AOHARU-鉄道』3～延伸するは我にあり～（5月4日 - 5月13日、品川プリンスホテル クラブeX / 5月18日 - 19日、新神戸オリエンタル劇場 / 5月25日 - 26日、長岡リリックホール シアター）- アンサンブル、関西鉄道 役
- Live Musical『SHOW BY ROCK!!』－狂騒のBloodyLabyrinth－（8月30日 - 9月9日、天王洲 銀河劇場 / 9月14日 - 9月17日、梅田芸術劇場 シアター・ドラマシティ）- ジューダスJr. 役
- 『MEMORY BOYS〜想い出を売る店〜』（9月28日-12月19日、サンリオピューロランドフェアリーランドシアター）- ＜チームフォルテ＞ マーチ 役

2019年
- 『舞台版「魔法少女(？) マジカルジャシリカ」♡アニメ版なんてありません♡』（4月10日 - 4月14日 、CBGKシブゲキ!!）- ダッフルコート久子 役
- ミュージカル『青春-AOHARU-鉄道』～すべての路は所沢へ通ず～（5月9日 - 5月19日、品川プリンスホテル クラブeX）- アンサンブル、西武多摩湖線 役
- 『MEMORY BOYS〜想い出を売る店〜』（6月20日 - 9月18日、サンリオピューロランドフェアリーランドシアター）- ＜チームフォルテ＞ マーチ 役
- 『5分後を変えろ！！～砂時計がもたらす奇跡～』（10月2日 - 10月6日、アトリエファンファーレ東新宿）- 天野健心 役
- 「巌窟王 Le théâtre(ル テアトル)」（12月20日 - 12月28日、こくみん共済 coop ホール（全労済ホール）／スペース・ゼロ）- ペッポ 役　

2020年
- ダブルヘッダー特別公演『おおきく振りかぶって』 /『おおきく振りかぶって秋の大会編』（2月14日 - 2月24日 、サンシャイン劇場）- 田島悠一郎 役
- 『あの頂上を目指して』（4月8日 - 4月12日、ザムザ阿佐谷）- 山寺勇気 役 ※新型コロナウイルス感染拡大の影響により公演中止
- 「熱海殺人事件～ザ・ロンゲストスプリング～」（7月29日 - 8月2日、大塚萬劇場 ※全公演生配信）- 熊田留吉刑事 役
- 『デジタル本多劇場』～まだ、近づきたくても近づけない人々の悲喜交々～（8月15日 - 8月16日、本多劇場 ※配信のみ）- シチュエーション２「正義の味方、怪獣B」 菊池 役

2021年
- 『プライムーン』（1月27日 - 3月7日、Mixalive TOKYO Theater Mixa）- 青羽朔 役
- ミュージカル『テニスの王子様』4thシーズン 青学vs不動峰（7月9日 - 7月18日、TOKYO DOME CITY HALL / 7月23日 - 7月25日、熊本城ホール / 7月30日 - 8月8日、メルパルクホール大阪 / 8月20日 - 8月29日、日本青年館ホール）- テニミュボーイズ、池田雅也 役
- レティクル東京座 Ｎ<ニュートラル>エンタメ公演『メノウと狐の大業雨』（9月29日 - 10月3日 、六行会ホール）- 亜叉羅丸 役 ※新型コロナウイルス感染拡大の影響により公演中止
- 『GS382 ―暁の章―』（12月9日 - 12月26日、Mixalive TOKYO Theater Mixa）- 青羽朔 役

2022年
- 『プライムーン＆GS382 ―2022年に愛を込めて―』（5月12日 - 5月21日、品川プリンスホテル クラブeX）- 青羽朔 役
- ミュージカル『テニスの王子様』4thシーズン 青学vs聖ルドルフ・山吹（7月5日 - 7月16日、日本青年館ホール / 7月27日 - 7月31日、メルパルクホール大阪 ※7月22日～7月26日公演中止 / 8月11日 - 8月13日、キャナルシティ劇場 / 8月20日 - 8月28日、天王洲 銀河劇場　※8月19日公演中止）- テニミュボーイズ、池田雅也 役
- 萬腹企画 15杯目『恋愛疾患特殊医療器 a-xブラスター』（11月10日 -11月13日、シアター・アルファ東京）- 犬飼 役

2023年
- 萬腹企画 16杯目『MAGIAGIA -マギアギア-』（4月27日 - 30日、あうるすぽっと） - 村上ユウヤ 役
- ミュージカル『テニスの王子様』4thシーズン 青学vs氷帝（1月7日 - 1月15日、TACHIKAWA STAGE GARDEN / 1月20日 - 1月29日、メルパルクホール大阪 / 2月3日 - 2月5日、キャナルシティ劇場 / 2月17日 - 2月19日、土岐市文化プラザ サンホール / 2月25日 - 3月5日、TOKYO DOME CITY HALL）- 池田雅也 役
- 劇場を潰すな！（8月9日 - 14日、コフレリオ新宿シアター） - 縦遣琉蔵 役
- 舞台『おそ松さん on STAGE 〜SIX MEN'S SHOW TIME〜 2nd SEASON』（11月23日 - 27日、シアター1010 / 11月30日 - 12月3日、AiiA 2.5 Theater Kobe） - カラ松 役

2024年
- 舞台『パリピ孔明』（5月3日 - 6日、天王洲 銀河劇場 / 5月10日・11日、サンケイホールブリーゼ）  - ファン1号 役
- 新・喜劇『おそ松さん』（8月29日 - 9月2日、サンシャイン劇場） - カラ松 役
- 舞台『覇権DO!!〜戦国高校天下布武〜』（11月1日 - 5日、シアター・アルファ東京） - 織田信長 役

2025年
- ミュージカル『青春-AOHARU-鉄道』コンサート Rails Live 2025（11月22日 - 24日〈予定〉、TACHIKAWA STAGE GARDEN） - 東武野田線 / 西武多摩湖線 役

2026年
- おそ松さん on STAGE～SIX MEN'S SHOW TIME～2nd SEASON 2（夏公演予定） - カラ松 役

### イベント
2018年
- 『E.T.L vol.214 ～ほしいのはキミのチョコだけ！～ 』（2月14日 - 2月17日、品川プリンスホテル クラブeX）- 青羽朔 役
- 髙木俊・寺山武志の「トビセカ!!」～チョチョチョチョレンジ～（3月9日 - 3月11日、品川プリンスホテル クラブeX）- お手伝いボーイズ
- ワクワク「E.T.L vol.214」上映会＆ドキドキWWミニコンサート（4月1日 、アニメイト池袋本店 9階）- 青羽朔 役

2019年
- 「MEMORY BOYS～想い出を売る店～」1st Anniversary Event（8月11日、サンリオピューロランドフェアリーランドシアター）

2021年
- 『プライム☆タイム ～ほしいのはティアラのチョコだけ～』（2月13日 - 2月14日、DMM.com本社24F イベントスペース）- 青羽朔 役
- 『「Music Fighter／まほろば」「アイドルステージ MUSIC COLLECTION vol.1」発売記念・プライムーン&GS382 スペシャルライブ』（6月5日 - 6月6日 、1000club）- 青羽朔 役
- アイドルステージシリーズ 第5弾「プライムーン×8Ｋ」上映会（7月23日 - 7月25日、イオンシネマ板橋）- 青羽朔 役、本人登壇なし
- ドルステ応援プロジェクト【ドルステップ】5000オーダー達成記念！ファンミーティング『P.P.P219～Prime Puckish Party～』（9月4日 - 9月5日、バトゥール東京）- 青羽朔 役
- アイドルステージシリーズ 第5弾「プライムーン×8Ｋ」上映会（11月14日 - 11月15日、イオンシネマ板橋）- 青羽朔 役、本人登壇あり

2022年
- 『P.P.P 222 ～Prime Poetical Party～』（2月11日 - 2月14日、品川プリンスホテル クラブeX）- 青羽朔 役
- 『P.P.P 225 ～Prime Precious Party～』（5月22日、品川プリンスホテル クラブeX）- 青羽朔 役
- 「2.5次元 大上映祭 2022」～ミュージカル『青春-AOHARU-鉄道』～（9月23日 - 9月24日、AiiA 2.5 Theater Kobe）
- アイドルステージ×8K上映会（10月15日 - 10月16日、イオンシネマ板橋）- 青羽朔 役、本人登壇あり
- 「恋愛疾患特殊医療機a-xブラスター」～アフターイベント～（11月19日 第一回）
- SUI Event 2022（12月28日、山野ホール）

### 配信
2020年
- SUIチャンネル vol.7（12月8日）

2021年
- SUIチャンネル vol.17（3月28日）『大野紘幸 22nd BIRTH DAY 特別番組』
- SUIチャンネル vol.33（9月24日）
- SUIチャンネル vol.37（11月3日）
- SUIチャンネル vol.41（12月13日）
- ドルステ★チャンネル（10月1日配信分より）- 青羽朔 役

2022年
- SUIチャンネル vol.52（3月28日）『大野紘幸 23rd BIRTH DAY 特別番組』
- SUIチャンネル vol.53（4月8日）
- SUIチャンネル vol.59（6月21日）
- SUIチャンネル vol.65（8月29日）
- SUIチャンネル vol.66（8月31日）※広井雄士さん欠席のため出演

### CD
2021年
- 両A面CD『Music Fighter／まほろば』プライム―ン／GS382（4月28日）- 青羽朔 役

2022年
- 両A面CD『Moonlight Serenade／威風堂々』プライム―ン／GS382（3月16日）- 青羽朔 役

### その他
2021年
- 「Music Fighter／まほろば」「アイドルステージ MUSIC COLLECTION vol.1」発売記念　アイドルについて話したい！ talkportミーティング（4月29日、5月2日）

2022年
- 「Moonlight Serenade／威風堂々」発売記念　アイドルについて話したい！オンラインミーティング vol.2（3月12日 - 3月14日）